# Wereldkampioenschap oriëntatielopen voor masters 2008
Het Masters Wereldkampioenschap Oriëntatielopen 2008 zijn de veteranen wereldkampioenschappen oriëntatielopen die gehouden zijn in 2008. Deze versie van de Masters Wereldkampioenschap Oriëntatielopen werd gehouden in gaststad Marinha Grande in Portugal.

## Long

### Mannen
| Categorie | Goud                  | Zilver                  | Brons                    |
| --------- | --------------------- | ----------------------- | ------------------------ |
| M35       | FIN Petri Noponen     | SWE Fridolf Eskilsson   | LAT Girts Linins         |
| M40       | DEN Allan Mogensen    | EST Armo Hiie           | LTU Edgaras Voveris      |
| M45       | FIN Reijo Bister      | GBR Jon Musgrave        | NOR Jörgen Mårtensson    |
| M50       | FIN Ari Kattainen     | LTU Algirdas Salkauskas | LTU Antanas Pauzas       |
| M55       | NOR Sigurd Dæhli      | NOR Solli Jan           | NOR Tom A. Karlsen       |
| M60       | FIN Veikko Loukonen   | GBR Peter Gorvett       | FRA Etienne Bousser      |
| M65       | SWE Rune Rådeström    | FIN Juhani Mäkinen      | NOR Roar Forbord         |
| M70       | FIN Veijo Tahvanainen | SWE Sivert Axelsson     | SWE Göran Karlsson       |
| M75       | SWE Peo Bengtsson     | SWE Allan Haglund       | FIN Paavo Pystynen       |
| M80       | FIN Erkki Latti       | SWE Rune Isaksson       | FIN Arvo Majoinen        |
| M85       | SWE Åke Svensson      | SWE Tage Johansson      | SWE Karl-Erik Pettersson |
| M90       | SWE Rune Haraldsson   | FIN Erkki Luntamo       |                          |

### Vrouwen
| Categorie | Goud                   | Zilver                  | Brons               |
| --------- | ---------------------- | ----------------------- | ------------------- |
| W35       | AUS Natasha Key        | GER Cornelia Eckardt    | FIN Virpi Palmén    |
| W40       | GBR Sarah Dunn         | LAT Baiba Ozola         | FRA Sandra Olivier  |
| W45       | FIN Anne Nurmi         | FIN Auli Hovikorpi      | GBR Alice Bedwell   |
| W50       | LAT Alida Abola        | SWE Lena Larsson        | FIN Merja Puromies  |
| W55       | SWE Christina Hjertson | NOR Unni Strand Karlsen | GBR Inara Gipsle    |
| W60       | RUS Galina Vershinina  | DEN Mona Nørgaard       | SWE Maud Sunden     |
| W65       | SWE Birgitta Olsson    | NOR Vigenstad Astrid    | SWE Gunnel Svensson |
| W70       | NOR Unni Bøhlerengen   | UKR Lilia Pokh          | NOR Inger E. Vamnes |
| W75       | SWE Gunvor Göranson    | AUS Maureen Ogilvie     | GBR Anne Donnel     |
| W80       | SWE Signe Nyman        | FIN Sole Nieminen       | SWE Karin Rehn      |
| W85       | SWE Astrid Andersson   | NOR Lillian Ross        |                     |
| W90       | GBR Elizabeth Brown    |                         |                     |

## Sprint

### Mannen
| Categorie | Goud                | Zilver                   | Brons                   |
| --------- | ------------------- | ------------------------ | ----------------------- |
| M35       | FIN Petri Noponen   | LAT Girts Linins         | BUL Ivailo Ivanov       |
| M40       | SWE Allan Mogensen  | ESP Alberto Minguez      | RUS Sergey Makeychik    |
| M45       | SWE Hans Melin      | FRA Philippe Page        | AUS Warren Key          |
| M50       | GBR James Crawford  | SWE Andreas Hjertson     | NOR Trond Rønneberg     |
| M55       | NOR Sigurd Dæhli    | NOR Solli Jan            | SWE Bengt-Göran Månsson |
| M60       | FIN Matti Railimo   | GBR Peter Gorvett        | FIN Risto Orpana        |
| M65       | SWE Rune Rådeström  | SWE Anders Buhré         | FIN Keijo Koivula       |
| M70       | SWE Karlsson Roland | SUI Grueniger August     | DEN Neregaard Egon      |
| M75       | SWE Peo Bengtsson   | SWE Allan Haglund        | SWE Gunnar Larsson      |
| M80       | SWE Ture Gunnarsson | SWE Arne Nordahl         | AUS Hermann Wehner      |
| M85       | SWE Tage Johansson  | SWE Karl-Erik Pettersson | EST Richard Rooden      |
| M90       | FIN Erkki Luntamo   |                          |                         |

### Vrouwen
| Categorie | Goud                 | Zilver                  | Brons                  |
| --------- | -------------------- | ----------------------- | ---------------------- |
| W35       | FIN Katja Honkala    | AUS Natasha Key         | FIN Tessa Rautio       |
| W40       | SWE Carina Svensson  | GBR Sarah Dunn          | SUI Sabrina Meister    |
| W45       | SWE Danute Månsson   | USA Pavlina Brautigam   | EST Marje Viirmann     |
| W50       | NOR Kari Natvig      | FIN Anne Pelto-Huikko   | NOR Haverstad Helga    |
| W55       | RUS Irina Stepanova  | SVK Paulina Majova      | SWE Christina Hjertson |
| W60       | GBR Liz Godfree      | GBR Sue Hands           | SUI Lucia Hasler       |
| W65       | SWE Birgitta Olsson  | NOR Torid Kvaal         | FIN Rauni Muikku       |
| W70       | FIN Eila Pekkarinen  | RUS Tatiana Sheloumova  | SWE Lillemor Forsberg  |
| W75       | SWE Gunvor Göranson  | SWE Maja-Lisa Bergström | AUS Jeffa Lyon         |
| W80       | FIN Sole Nieminen    | SWE Karin Rehn          | SWE Lena Nordahl       |
| W85       | SWE Astrid Andersson |                         |                        |
| W90       | GBR Elizabeth Brown  |                         |                        |

1996 ·
1997 ·
1998 ·
1999 ·
2000 ·
2001 ·
2002 ·
2003 ·
2004 ·
2005 ·
2006 ·
2007 ·
2008 ·
2009 ·
2010 ·
2011 ·
2012 ·
2013 ·
2014 ·
2015 ·
2016